# Philipp von der Pfalz

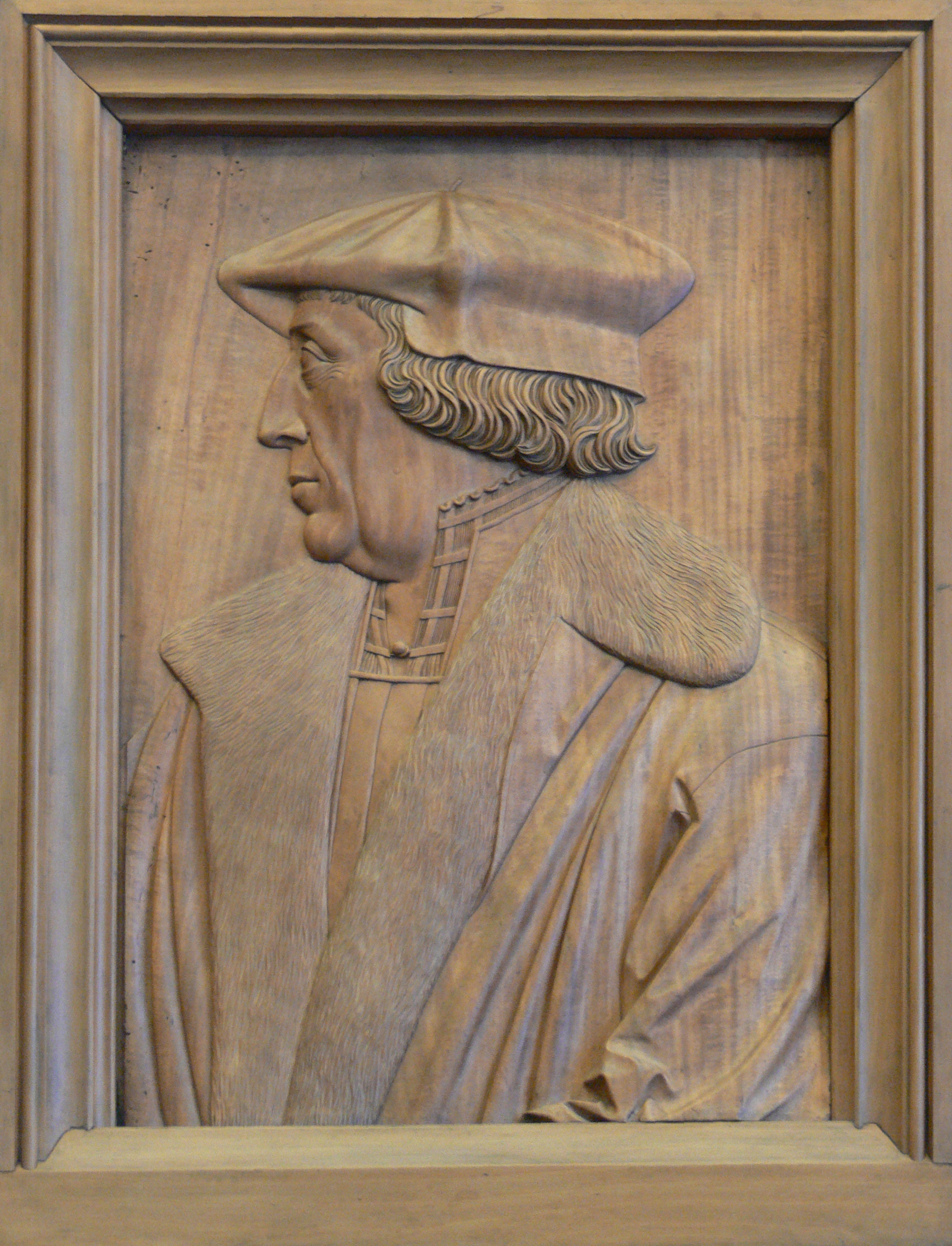
Fürstbischof Philipp von der Pfalz (Porträt um 1525/27)

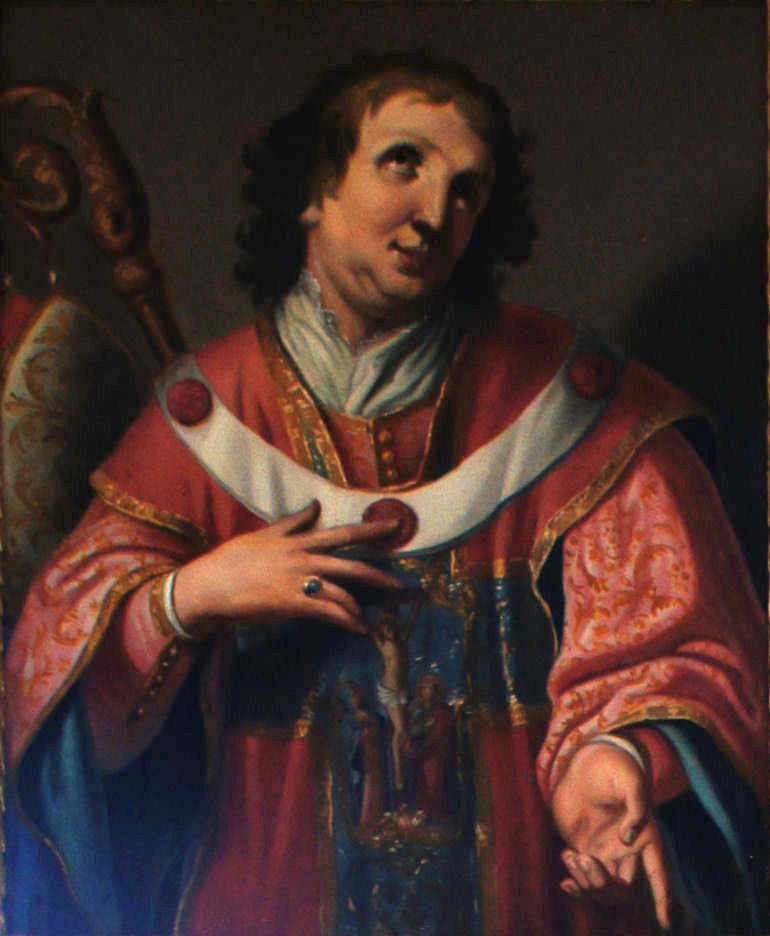
Philipp von der Pfalz auf einem Gemälde im Fürstengang Freising

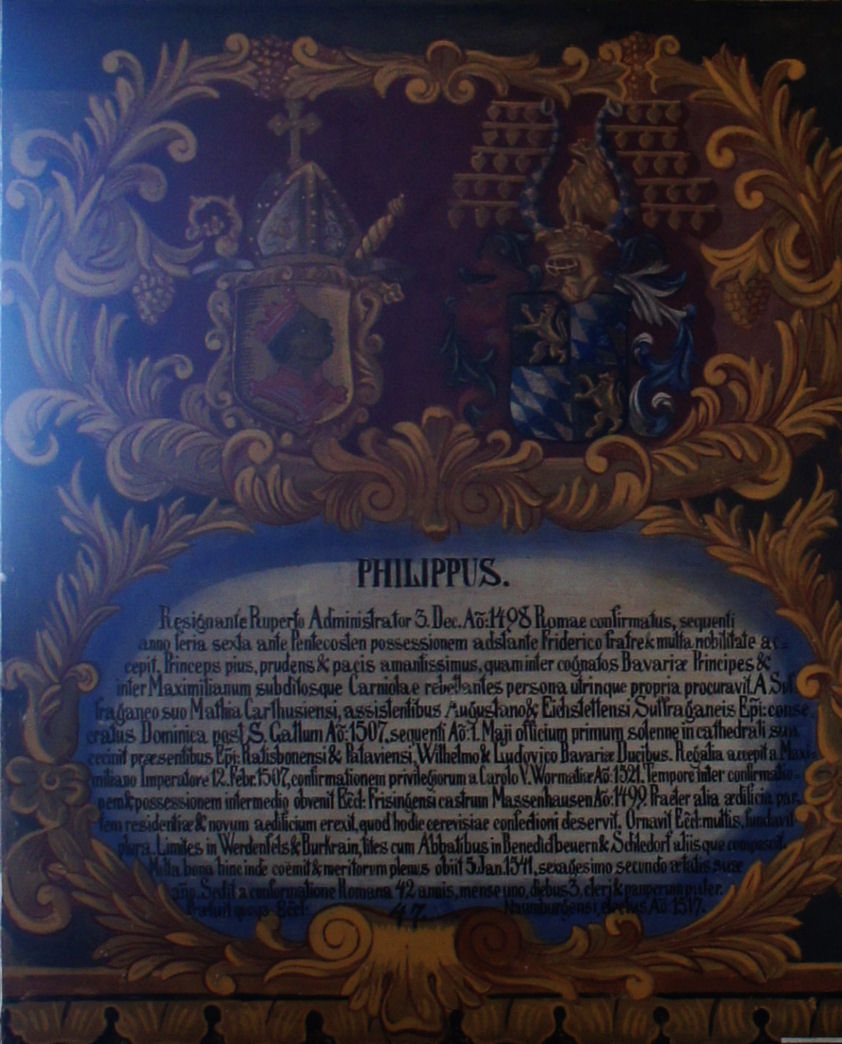
Wappentafel Philipps von der Pfalz im Fürstengang Freising

Philipp von der Pfalz (* 7. Mai 1480 in Heidelberg; † 5. Januar 1541 in Freising) war Fürstbischof von Freising (1498–1541) und von Naumburg (1517–1541).

## Herkunft
Philipp entstammte dem Haus Wittelsbach und war der Sohn von Kurfürst Philipp dem Aufrichtigen und Margarete von Bayern. Unter 14 Kindern, darunter Ludwig V., war er der zweitälteste Sohn.

## Bischof von Freising
Philipp, seit 3. Dezember 1498 Bischof von Freising, verteidigte das Bistum Freising erfolgreich in den Wirren des Bauernkriegs, außerdem verstand er es, die bayerischen Herzöge aus der Politik des Hochstifts herauszuhalten. Er entfaltete eine rege Bautätigkeit. Auf dem Domberg ließ er das Philippsschloss errichten. Begraben wurde er im Freisinger Dom. Es sind mehrere zeitgenössische Porträts von ihm bekannt.

## Bischof von Naumburg
Als er 1512 zum Koadjutor von Johann III. von Schönberg ernannt wurde, weilte er die zehn Monate nach dem Tode des Bischofs die längste Zeit im Bistum Naumburg-Zeitz. Sein überwiegender Aufenthaltsort war seine Residenz in Freising, die Verwaltung übernahm vorwiegend eine Stiftsregierung. Da er das Wohlwollen der Wettiner genoss, nahm er auch gegenüber Martin Luther eine gemäßigte Haltung ein. Nach dem Tod von Friedrich III. und dem aufkeimenden Widerstand der Naumburger und Zeitzer Bürgerschaft positionierte sich Philipp, der das Bistum nicht mehr betrat, im streng katholischen Lager. Amtsmüde geworden, versuchte Philipp in der Folgezeit, einen Nachfolger für den Naumburger Bischofssitz zu finden.